# Niphona dessumi
Niphona dessumi är en skalbaggsart som beskrevs av Stefan von Breuning 1961. Niphona dessumi ingår i släktet Niphona och familjen långhorningar. Inga underarter finns listade i Catalogue of Life.